# Авъл Манлий Вулзон (консул 474 пр.н.е.)
Вижте пояснителната страница за други значения на Авъл Манлий Вулзон.
Авъл Манлий Вулзон (на латински: Aulus Manlius Vulso) e политик на ранната Римска република от 5 век пр.н.е.

## Биография
Произлиза от патрицианската фамилия Манлии и е баща на Авъл Манлий Вулзон (децемвир 451 пр.н.е.).
През 474 пр.н.е. той е консул заедно с Луций Фурий Медулин. Той командва войската против вейите. Без да се бие с тях се споразумява и сключва четиридесет годишен мир. След завръщането си в Рим е награден с овация.